# Piotr Buszłanow
Piotr Aleksandrowicz Buszłanow (ros. Петр Александрович Бушланов, ur. 1957 w Magnitogorsku) – radziecki kierowca kartingowy.

## Życiorys
Do kartingowej kadry ZSRR został wcielony w 1975 roku i był jej członkiem do 1990 roku. W ramach reprezentacji rywalizował szczególnie z Michaiłem Riabczikowem. Został trzykrotnym mistrzem ZSRR w klasie 125 cm³ (1983, 1985, 1988). W latach 1979–1982 cztery razy z rzędu zdobył Puchar Pokoju i Przyjaźni. Był także uczestnikiem mistrzostw Europy w 1984 roku, gdzie zajął dziewiąte miejsce.